# Петер Карлссон
Петер Карлссон (швед. Peter Carlsson; нар. 13 квітня 1963) — колишній шведський тенісист.
Найвищу одиночну позицію світового рейтингу — 119 місце досяг 13 квітня 1987, парну — 101 місце — 18 листопада 1985 року.
Найвищим досягненням на турнірах Великого шолома було 2 коло в одиночному розряді.

## Титули на челленджерах

### Парний розряд: (2)
| Ранг | Дата | Турнір               | Покриття | Партнер       | Суперники                         | Рахунок       |
| ---- | ---- | -------------------- | -------- | ------------- | --------------------------------- | ------------- |
| 1.   | 1985 | Відень, Австрія      | Килим    | Юнас Свенссон | Йозеф Чігак Алессандро де Мінічіс | 6–3, 6–2      |
| 2.   | 1986 | Гельсінкі, Фінляндія | Килим    | Єрґен Віндаль | Келлі Джонс Девід Лівінґстон      | 6–2, 4–6, 7–6 |